# Folkungakyrkan

Folkungakyrkan, tidigare Salemkyrkan, Salemkapellet är en kyrkobyggnad på Folkungagatan 90 på Södermalm i Stockholm.
Byggnaden fick sitt nuvarande namn 2013 när Elimkyrkan, med ankytning till Evangeliska Frikyrkan, tog över ägandet.

## Historik
Kyrkobyggnaden i kvarteret Soldaten uppfördes 1877–1878 åt Stockholms andra baptistförsamling. Initiativtagare var Anders Wiberg som genom en resa till England skaffat intressenter för bygget. Arkitekt var Johan August Westerberg. Den invigdes 5 januari 1879 och benämndes då Salemkapellet. Den byggdes i två våningar av liggande timmer som flottades till Klara sjö och sedan reveterades. En trappa leder upp till de tre rundbågade entrédörrarna, och det övre planet har fem grupper med tre smala rundbågade fönster. Mindre kupoler i hörnen flankerar den låga fronton en mot Folkungagatan. Kyrksalen rymde 778 platser, inklusive läktarna som omger tre av kyrkorummets sidor. Fondväggen har en absid med ett omstrålat förgyllt kors och en duva. På övre våningen finns en samlingssal för 120 personer.
Vid sekelskiftet 1900 bedrev församlingen söndagsskola med upp till 1 000 barn. Nuvarande takarmatur, bänkinredning och målning tillkom vid en restaurering av kyrksalen 1939. År 1954 bytte man namn till Salemkyrkan.
Under 1990-talet slogs församlingarna i Salemkyrkan och Ebeneserkyrkan (som 1883 brutit sig ut ur Stockholms södra baptistförsamling) samman och bildade Södermalms Baptistförsamling. Församling (med ankytning till dåvarande Svenska Baptistsamfundet) upphörde 2011. 
Fastigheten såldes till Elimkyrkan som efter en genomgående renovering av gudstjänstsalen flyttade sin verksamhet dit, den 18 maj 2014, från Elimkyrkan på  Östermalm. I samband med detta fick huset sitt nuvarande namn, Folkungakyrkan.. Folkungakyrkan tillhör samfundet Evangeliska frikyrkan. Föreståndare för Folkungakyrkan har varit Stefan Swärd, Martin Wärnelid, Christer Roshamn och är nu Martin Tebus.